# Taxi (2004)
Taxi (bra: Táxi; prt: Táxi de Nova Iorque) é um filme estadunidense de 2004, dirigido por Tim Story e estrelado por Queen Latifah, Jimmy Fallon e Gisele Bündchen. Trata-se do remake de um filme francês de mesmo nome lançado em 1998.

## Elenco

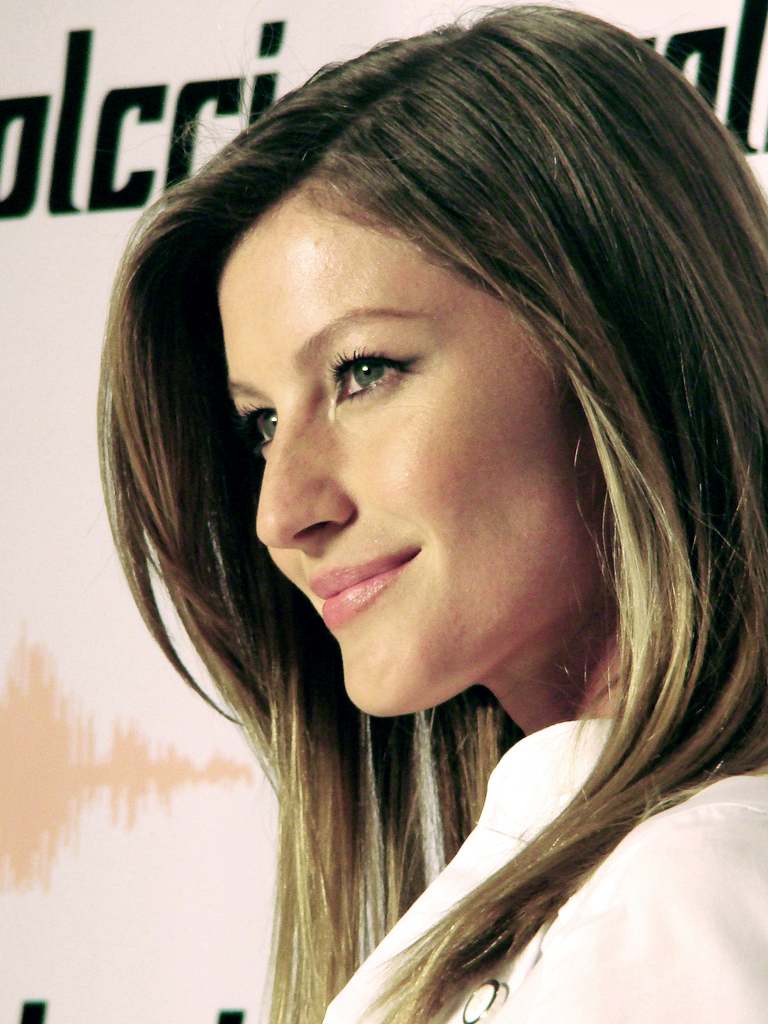
A modelo Gisele Bündchen interpretou Vanessa, a líder de uma famosa gangue de assaltantes brasileiras.

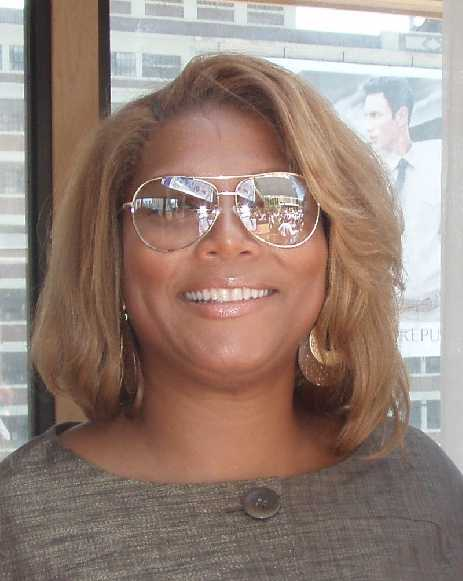
A atriz Queen Latifah interpretou a taxista Belle.

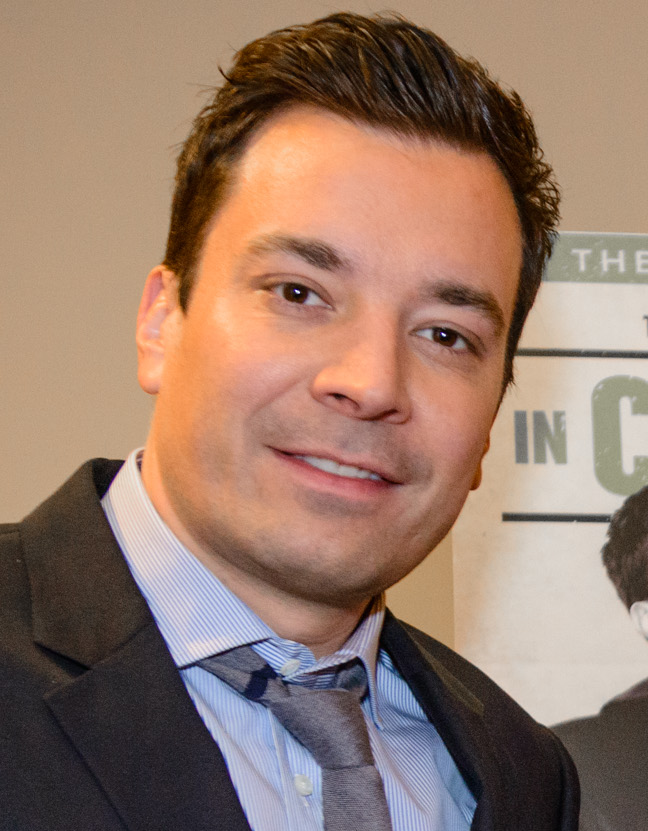
O apresentador Jimmy Fallon interpretou o policial atrapalhado Washburn.

| Ator / Atriz             | Personagem                         |
| ------------------------ | ---------------------------------- |
| Queen Latifah            | Isabelle "Belle" Preciosa Williams |
| Jimmy Fallon             | Detetive Andrew "Andy" Washburn    |
| Gisele Bündchen          | Vanessa                            |
| Jennifer Esposito        | Tenente Marta Robbins              |
| Henry Simmons            | Jesse                              |
| Ana Cristina de Oliveira | Ruiva (Assaltante Ruiva)           |
| Ann-Margret              | Sra. Washburn                      |
| GQ                       | Mario (Mensageiro Ciclista)        |
| Christian Kane           | Agente Mullins                     |
| Boris McGiver            | Franklin Amadei                    |
| Joe Lisi                 | Sr. Anthony Scalia                 |
| Bryna Weiss              | Sra. Scalia                        |
| Joey Diaz                | Freddy Simmons                     |
| Magali Amadei            | Assaltante                         |
| Ingrid Vandebosch        | Assaltante                         |
| Jeff Gordon              | Ele mesmo                          |

## Recepção
Taxi foi lançado em 6 de outubro de 2004 em 3 001 cinemas e liderou em quarto lugar nas bilheterias. Ele arrecadou US$ 12 029 832 no primeiro final de semana. Ele passou a lucrar US$ 36 611 066 no mercado interno e mais US$ 34 167 263 de mercados estrangeiros contribuíram para um total mundial de US$ 70 778 329. Seu orçamento, por sua vez, foi de US$ 25 milhões. O filme foi lançado no Reino Unido em 19 de novembro de 2004 e alcançou o 5° lugar em bilheterias.
Taxi foi mal avaliado pelos críticos. No Rotten Tomatoes, o filme tem uma classificação de aprovação de 9% com base em 106 avaliações com uma classificação média de 3,4 / 10. O consenso crítico do site diz: "O remake bobo e sem graça de um filme francês de mesmo nome". Em Metacritic, o filme tem uma pontuação de 27 em 100 com base em 27 críticos, indicando "revisões em sua maioria desfavoráveis". As audiências pesquisadas pelo CinemaScore deram ao filme uma nota média de "B +" em uma escala A + a F.